# Myriopholis parkeri
Myriopholis parkeri — вид змій родини струнких сліпунів (Leptotyphlopidae). Мешкає в Ефіопії і Кенії.

## Поширення і екологія
Myriopholis parkeri відомі з двох місцевостей, одна з яких розташована в районі міста Дегехабур на півночі ефіопського регіону Сомалі, на висоті 1067 м над рівнем моря, а друга — в національному парку Східний Цаво в Кенії. Вони живуть на сухих луках та в сухих акацієвих і комміфорових заростях. Ведуть риючий спосіб життя. Відкладають яйця.